# Венуций
Венуций (Venutius; † 70 г.) е крал на британския народ бриганти и съпруг на Картимандуа (Cartimandua).